# ジャスティン・ロバーツ
ジャスティン・ロバーツ（Justin Jason Roberts、1979年12月29日 - ）は、アメリカ合衆国のプロレスのリングアナウンサー。2002年から2014年までWWEで活動していた。2014年10月に、契約更新をせず、退団。
現在はAEWにリングアナウンサーとして所属している。